# Brachycrus
Brachycrus – wymarły rodzaj kopalnego ssaka kopytnego należącego do rodziny Oreodontidae, występujący na terytorium dzisiejszej Ameryki Północnej i środkowej. Za sprawą swego wysoko wyspecjalizowanego wyglądu budzi skojarzenia z tapirem lub suhakiem.

## Występowanie
Skamieniałe szczątki rodzaju odnajdywano we Flint Creek, Montanie, formacji Split Rock, Wyoming, Nowy Meksyku, aż po Panamę..

## Morfologia
Budowa czaszki charakteryzuje się silnie skróconą, niemal trójkątną kością nosową. Nozdrza zewnętrzne są wąskie i niejako wydłużone, otoczone dobrze rozwiniętym grzebieniem, który stanowił kostny przyczep dla charakterystycznej trąby.

## Ewolucja
Główne kierunki ewolucji jakie obserwujemy w rodzaju to: stopniowe przesunięcie kości nosowych w kierunku potylicznym, sukcesywne wydłużanie nozdrzy, Dają się również zauważyć znaczące fluktuacje rozmiaru ciała, będące formą odpowiedzi na zmiany klimatyczne miocenu. Ich najbardziej dramatycznym przejawem są cykle powiększania, a następnie redukcji długości zębów P1-M3

## Systematyka

### Etymologia
Brachycrus: gr. βραχυς brakhus „krótki”; łac. crus „noga”.

### Gatunki
Rodzaj Brachycrus obejmował następujące gatunki:
- Brachycrus altiramus (Douglass, 1901)[8]
- Brachycrus buwaldi (Merriam, 1919)[9]
- Brachycrus elrodi (Douglass, 1901)[10]
- Brachycrus laticeps (Douglass, 1900)[11]
- Brachycrus madisonius (Douglass, 1901)[12]
- Brachycrus rusticus (Leidy, 1870)[13]
- Brachycrus siouensis (Sinclair, 1915)[14]
- Brachycrus sweetwaterensis Schultz & Falkenbach, 1940[15]
- Brachycrus vaughani Schultz & Falkenbach, 1940[16]
- Brachycrus wilsoni Schultz & Falkenbach, 1940[17]